# Le baiser de Judas: l'arrestation
Le baiser de Judas: l'arrestation è un cortometraggio del 1903 diretto da Lucien Nonguet e Ferdinand Zecca. Quattordicesimo episodio del film La Vie et la Passion de Jésus-Christ (1903), che è composto da 27 episodi.

## Trama
Gesù sta pregando mentre i discepoli a cui è stato detto di stare a guardare sono addormentati a terra. Gesù li risveglia con un lieve rimprovero per la loro negligenza. Arriva Giuda che bacia Gesù ed i centurioni arrestano lui e i suoi seguaci.